# European Legislation Identifier
Der European Legislation Identifier (ELI, deutsch Europäischer Gesetzgebungs-Identifikator) soll es ermöglichen, nationale und europäische Rechtsvorschriften „auf flexible und eindeutige Weise zu kategorisieren und dadurch den Weg zu einem semantischen Web von Gesetzesanzeigern und Amtsblättern zu ebnen“. Ebenso wird er in Deutschland im Kontext des Projekts E-Gesetzgebung und des Standards LegalDocML.de für Dokumente der Rechtsetzung eingeführt. Kurz: ELI ist ein System für die Identifizierung von Rechtsvorschriften, welches auf einem gemeinsamen Standard beruht.

## Zweck
Durch die Nutzung eindeutiger Kennzeichner und strukturierter Metadaten zur Kategorisierung soll es über den ELI ermöglicht werden, die unterschiedlichen nationalen technischen Systeme zur Speicherung und Anzeige der Rechtsvorschriften für eine einheitliche Suche zu verbinden. Die URI (Uniform Resource Identifier) von ELI identifizieren auf eindeutige und stabile Weise alle Rechtsvorschriften innerhalb der Europäischen Union und werden gleichzeitig den Eigenheiten der nationalen Rechtsordnungen gerecht.
ELI soll den kostengünstigen, öffentlichen Zugang der Unionsbürger und anderer interessierter Personen zu den verschiedenen nationalen, internationalen und europaweiten, aktuellen Vorschriften erleichtern.

## Aufbau von ELI
„ELI verwendet URI (Unified Resource Identifier) im http-Format zur spezifischen Identifizierung aller online verfügbaren Rechtsinformationen, die von amtlicher Seite in ganz Europa veröffentlicht werden. Diese URI werden formell über automatisch lesbare URI-Schematafeln (IETF RFC 6570) beschrieben und verwenden Bestandteile, die Semantiken sowohl aus juristischer wie aus Verbrauchersicht beinhalten. Jeder Mitgliedstaat erstellt seine eigenen, selbstbeschreibenden URI unter Verwendung der erwähnten Bestandteile und unter Berücksichtigung der spezifischen Spracherfordernisse.“

Die unverwechselbare Identifikation erfolgt dabei dadurch, dass der Code (Standardidentifikator) aus mehreren, durch je einen Schrägstrich getrennten Hauptteilen (6 bis 10) besteht, die jeweils im Gesamten nur einmal vergeben werden.
- /ELI/[Ländercode[7]]/[Kennung[8]]/[weitere Untergliederung[9]]/[Gültigkeit][10]/[Version][11]/[Sprache][12]

„Alle Bestandteile sind optional und können auf Grundlage der nationalen Anforderungen ausgewählt werden; es ist keine feste Reihenfolge einzuhalten.“

### Metadaten
Wesentlichstes Element für die Suche und die Verwendung von Normen und damit für den ELI sind auch die eingegebenen Metadaten. Je genauer die Metadaten den ELI spezifiziert sind, desto feiner kann die jeweilige Suche durchgeführt werden.

„Obgleich den Mitgliedstaaten freigestellt ist, ihre eigenen Metadaten-Schemata zu verwenden, wird ihnen nahegelegt, die ELI-Standards für Metadaten zu befolgen und anzuwenden; diese Standards verwenden gemeinsam genutzte aber erweiterbare Rechtsgrundlagenverzeichnisse, die es ermöglichen, spezifischen Anforderungen gerecht zu werden. Das ELI-Metadaten-Schema sollte zusammen mit spezifischen Metadaten-Schemata verwendet werden. Um den Datenaustausch möglichst effektiv zu gestalten, können ELI-Metadaten-Elemente gemäß der W3C-Empfehlung ‘RDFa in XHTML: Syntax and Processing’ in Serie geschaltet werden.“

## Teilnehmer
Die Systeme ELI und ECLI (European Case Law Identifier) ergänzen sich und ELI kann und soll, wie ECLI, auf freiwilliger Basis in den Unionsmitgliedstaaten eingeführt werden.
Abgesehen von den Unionsmitgliedstaaten können auch die beitrittswilligen Länder und die Lugano-Staaten sowie weitere Drittstaaten oder internationalen Organisationen das ELI-System benutzen.

### ELI-Koordinator
Jeder Mitgliedstaat, der ELI verwendet, muss eine nationale Stelle als ELI-Koordinator benennen. Jedes Land soll nur über einen ELI-Koordinator verfügen. Der ELI-Koordinator für die Europäische Union ist das Amt für Veröffentlichungen der Europäischen Union.

### Aufgaben
Das Amt für Veröffentlichungen der Europäischen Union wird ELI im EUR-Lex-Portal integrieren und weitere nützliche Informationen zu ELI bereithalten.
Im nationalen Bereich sind die Aufgaben des ELI-Koordinators:
1. Berichterstattung über den Fortschritt bei der Einführung des ELI;
2. Festlegung der anwendbaren URI-Schematafel(n) und ihre Übermittlung an das Amt für Veröffentlichungen der Europäischen Union;
3. Erfassung der verfügbaren Metadaten und ihrer Beziehung zum ELI-Metadaten-Schema (falls anwendbar);
4. gemeinsame Nutzung und Verbreitung von Informationen zu ELI.[21]